# Jižní Korea na Zimních olympijských hrách 2002
Jižní Koreu na Zimních olympijských hrách v roce 2002 reprezentovala výprava 46 sportovců (31 mužů a 15 žen) v 9 sportech.

## Medailisté
| Medaile | Jméno                                                  | Sport       | Soutěž               |
| ------- | ------------------------------------------------------ | ----------- | -------------------- |
| Zlato   | Ko Ki-hjon                                             | Short track | Ženy 1 500 m         |
| Zlato   | Choi Min-Kyung Joo Min-Jin Park Hye-Won Choi Eun-Kyung | Short track | Ženy štafeta 3 000 m |
| Stříbro | Ko Ki-hjon                                             | Short track | Ženy 1 000 m         |
| Stříbro | Choi Eun-Kyung                                         | Short track | Ženy 1 500 m         |